# Alexander Monro (secundus)
Alexander Monro (secundus, den andre), född 22 maj 1733 i Edinburgh, död 2 oktober 1817, var en brittisk anatom. Han var son till Alexander Monro (primus), bror till Donald Monro och far till Alexander Monro (tertius).
Monro övertog faderns lärostol i anatomi vid Edinburghs universitet 1759. Han var likaledes en utmärkt anatom och utgav många arbeten, av vilka de viktigaste behandlar hjärnan, ryggmärgen och nervsystemet.